# Vasyl Lomachenko
Vasyl Anatoliyovich Lomachenko, né le 17 février 1988 à Bilhorod-Dnistrovskyï (RSS d'Ukraine) est un boxeur ukrainien.

## Carrière

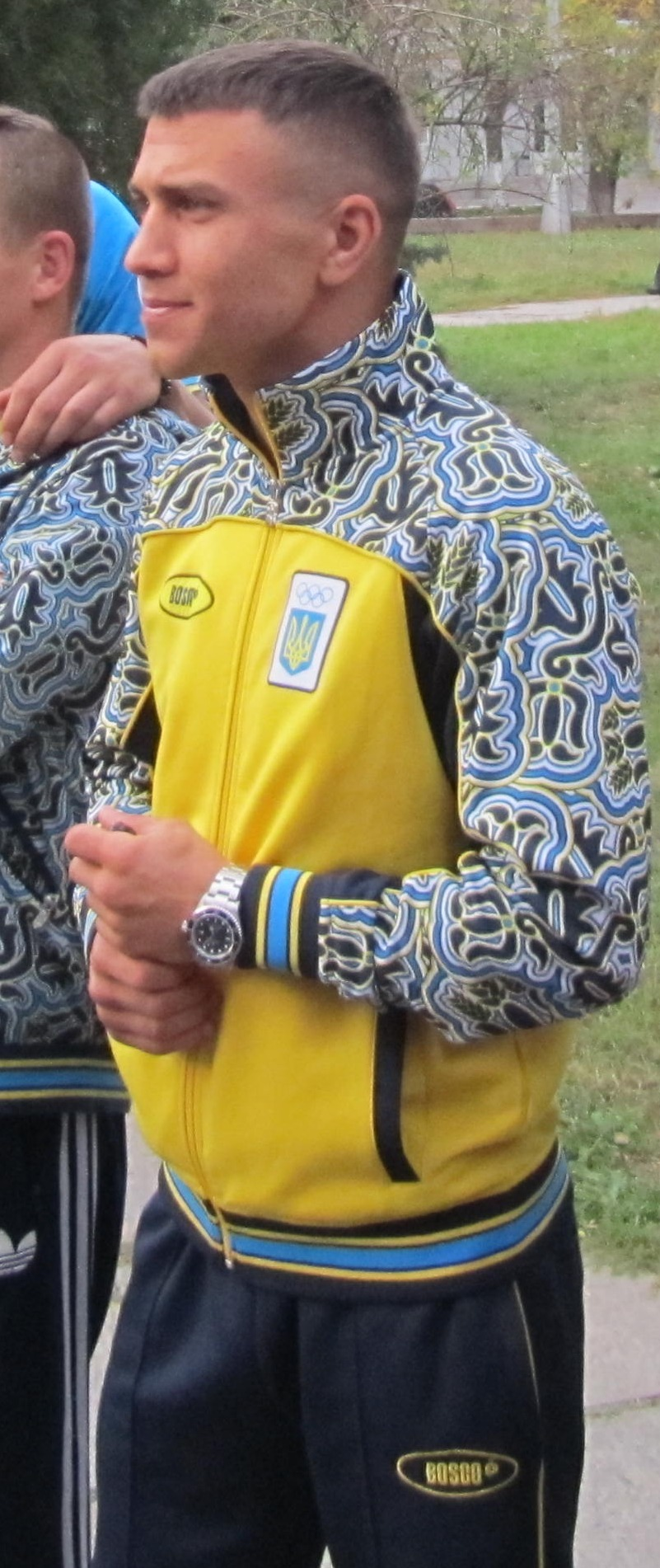
Vasyl Lomachenko en 2012.

Vasyl Lomachenko devient champion olympique en 2008 et champion d'Europe amateur dans la catégorie poids plumes et remporte le titre mondial à Milan en 2009 (poids plumes) et à Bakou en 2011 (poids légers). Lomachenko remporte également la médaille d'or aux Jeux olympiques de Londres en 2012 en poids légers, puis passe professionnel.
Pour son 2e combat, il dispute déjà un titre mondial, échouant par décision partagée des juges contre Orlando Salido. Il parvient à son objectif pour son combat suivant, le 21 juin 2014, il s'empare du titre vacant de champion du monde des poids plumes WBO en dominant aux points l'américain précédemment invaincu Gary Russell Jr, titre qu'il conserve aux points le 22 novembre 2014 face à Chonlatarn Piriyapinyo, et par KO à la 10e reprise contre Gamalier Rodriguez le 2 mai 2015, ayant dominé son adversaire.
Lomachenko poursuit sa série de victoires en battant par KO au 10e round Romulo Koasicha le 7 novembre 2015. Il laisse son titre vacant en mai 2016 puis remporte la ceinture WBO de champion du monde des poids super-plumes le 11 juin 2016 en battant par arrêt de l'arbitre au 5e round l'ancien détenteur de ce titre Roman Martinez, ceinture qu'il conserve le 26 novembre 2016 en battant par abandon à l'issue du 7e round l'ancien champion WBA des poids plumes Nicholas Walters.
L'ukrainien récidive en battant par abandon Jason Sosa au 9e round le 8 avril 2017 puis Miguel Marriaga à la fin du 7e round le 5 août suivant et Guillermo Rigondeaux au 6e round le 9 décembre 2017. Il remporte une ceinture dans une 3e catégorie de poids le 12 mai 2018 en stoppant au 10e round Jorge Linares, champion WBA des poids légers. Blessé à l'épaule gauche lors de cette dernière victoire, il est opéré avec succès. Le 8 décembre 2018, il bat aux points José Pedraza et réunifie à cette occasion les ceintures WBA & WBO des poids légers, ceintures qu'il conserve le 12 avril 2019 en battant par KO au 4e round Anthony Crolla et le 31 août 2019, aux points contre Luke Campbell. Il remporte également à cette occasion la ceinture WBC laissée vacante quelques mois plus tôt par Mikey Garcia. Le 23 octobre 2019, la WBC l'élève au statut de champion de la franchise ce qui lui permet de remettre en jeu cette ceinture au profit d'un autre boxeur. Le 17 octobre 2020, Lomachenko perd ses titres WBA et WBO aux points face à Teófimo López, champion IBF des poids légers. Il s'incline ensuite aux points face à Devin Haney, nouveau champion unifié de la catégorie, le 20 mai 2023 puis remporte le titre IBF, devenu vacant, le 12 mai 2024 aux dépens de George Kambosos Jr.

### Retraite sportive
Le 5 juin 2025, Vasyl Lomachenko annonce sa retraite sportive à l'âge de 37 ans,,. Double champion olympique à Pékin en poids plumes puis Londres en poids légers, il a ensuite décroché des ceintures mondiales dans trois catégories de poids différentes.

## Parcours auxJeux olympiques
Jeux olympiques d'été de 2008 à Pékin (poids plumes) :
- Bat Albert Selimov (Russie) 14-7
- Bat Bahodirjon Sooltonov (Ouzbékistan) 13-1
- Bat Li Yang (Chine) 12-3
- Bat Yakup Kılıç (Turquie) 10-1
- Bat Khedafi Djelkhir (France) 9-1[6]

 Jeux olympiques d'été de 2012 à Londres (poids légers)

## Parcours enchampionnats du monde
Championnats du monde de boxe amateur 2007 à Chicago (poids plumes) :
- Bat Abner Cotto (Porto Rico) 26-9
- Bat Theodoros Papazov (Grèce) 19-5
- Bat Mikhail Bernadski (Biélorussie) 21-6
- Bat Arturo Santos Reyes (Mexique) TKO 3
- Bat Li Yang (Chine) 13-13
- Perd contre Albert Selimov (Russie) 11-16

 Championnats du monde de boxe amateur 2009 à Milan (poids plumes) :
- Bat Mario Aleksic (Bosnie-Herzégovine) 16-2
- Bat Craig Evans (Pays de Galles) 15-1
- Bat Branimir Stankovic (Serbie) 8-2
- Bat Oscar Valdez (Mexique) 12-1
- Bat Sergey Vodopyanov (Russie) 12-1

 Championnats du monde de boxe amateur 2011 à Bakou (poids légers)

## Parcours enchampionnats d'Europe
Championnats d'Europe de boxe amateur 2008 à Liverpool (poids plumes) :
- Bat Vladimir Nikiforov (Estonie) 10-0
- Bat David Oliver Joyce (Irlande) 10-2
- Bat Hicham Ziouti (France) 2-1
- Bat Araik Ambartsumov (Russie) 7-1

## Liste des combats professionnels
| 21 combats      | 18 victoires | 3 défaites |
| Avant la limite | 12           | 0          |
| Sur décision    | 6            | 3          |

| Décision possible : KO • TKO (KO technique) • UD (décision aux points unanime) • MD (décision aux points majoritaire) • SD (décision aux points partagée) • D (match nul) • NC (sans décision) • RTD (abandon) |        |                    |      |         |                  |                                               |                                                                                              |
| Résultat | Record | Adversaire         | Type | Round   | Date             | Lieu                                          | Notes                                                                                        |
| Victoire | 18-3   | George Kambosos Jr | TKO  | 11 (12) | 12 mai 2024      | RAC Arena, Perth                              | Remporte le titre IBF des poids légers.                                                      |
| Défaite | 17-3   | Devin Haney        | UD   | 12 (12) | 20 mai 2023      | MGM Grand Garden Arena, Nevada                | Pour les titres IBF, WBA, WBO et Ring Magazine des poids légers.                             |
| Victoire | 17-2   | Jamaine Ortiz      | UD   | 12 (12) | 29 octobre 2022  | Hulu Theater, New York                        |                                                                                              |
| Victoire | 16-2   | Richard Commey     | SD   | 12      | 11 décembre 2021 | Madison Square Garden, New York               | Remporte le titre vacant Inter-Continental WBO des poids légers.                             |
| Victoire | 15-2   | Masayoshi Nakatani | TKO  | 9 (12)  | 29 juin 2021     | Virgin Hotels, Las Vegas, Nevada              |                                                                                              |
| Défaite | 14-2   | Teofimo Lopez      | UD   | 12      | 17 octobre 2020  | MGM Grand Conference Center, Paradise, Nevada | Perds les titres WBA, WBO, et The Ring des poids légers. Pour le titre IBF des poids légers. |